# Seversky XP-41
Seversky XP-41 byl stíhací letoun vzniklý v roce 1939 ve Spojených státech amerických. Jediný prototyp vznikl úpravou z posledního vyrobeného stroje Seversky P-35 přidáním aerodynamičtějšího překrytu kokpitu, instalací motoru Pratt & Whitney R-1830-19 s dvourychlostním dvoustupňovým mechanickým turbokompresorem, a úpravou podvozku. XP-41 poprvé vzlétl v březnu 1939. Letoun byl vyvíjen současně s P-43 Lancer a práce na něm byly zastaveny poté co USAAC dalo přednost druhému uvedenému typu.

## Specifikace

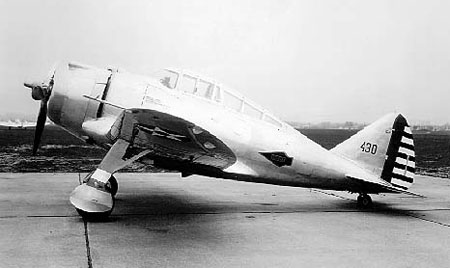
Boční pohled na Seversky XP-41

Údaje podle

### Technické údaje
- Osádka: 1
- Rozpětí: 11,0 m (36 stop)
- Délka: 8,2 m (27 stop)
- Výška: 3,8 m (12 stop a 6 palců)
- Nosná plocha: 20,4 m² (219,5 čtverečních stop)
- Prázdná hmotnost: 2 450 kg (5 390 lb)
- Vzletová hmotnost: 3 000 kg (6 600 lb)
- Maximální vzletová hmotnost: 3 273 kg (7 200 lb)
- Pohonná jednotka: 1 × vzduchem chlazený hvězdicový motor Pratt & Whitney R-1830-19 s dvourychlostním turbokompresorem
- Výkon pohonné jednotky: 895 kW (1 200 hp)

### Výkony
- Maximální rychlost: 517 km/h (323 mph)
- Cestovní rychlost: 470 km/h (292 mph)
- Dolet: 1 168 km (730 mil)
- Dostup: 9 600 m (31 500 stop)
- Plošné zatížení: 147,1 kg/m² (30,1 lb/ft²)
- Poměr výkon/hmotnost: 0,30 kW/kg (0,18 hp/lb)

### Výzbroj
- 1 × kulomet M2 Browning ráže 12,7 mm
- 1 × kulomet M1919 Browning ráže 7,62 mm